# Gabriel Grovlez
Gabriel Grovlez (Lilla, 4 d'abril de 1879 - París, 20 d'octubre de 1944) fou un compositor i director d'orquestra francès del Romanticisme.
Estudià al Conservatori de París, on fou deixeble de Lavignac, Diémer i Fauré. Primer es donà conèixer com a pianista i fou professor de piano de la Schola Cantorum, dirigint més tard les orquestres de l'Opéra-Comique de París, São Carlos de Lisboa, i, per acabar, el Teatre de les Arts de París.
Les seves obres més importants són:
- Coeur de Rubis, llegenda entres actes;
- La princeses au jardin;
- Maimouna;
- La fête d Robinson;
- Le marquis de Curabas, així com diverses composicions simfòniques.